# الالین تریس
الالین تریس (انگلیسی: Ellaline Terriss؛ ۱۳ آوریل ۱۸۷۱ – ۱۶ ژوئن ۱۹۷۱) خواننده و بازیگر اهل بریتانیا بود.
از فیلم‌هایی که وی در آن نقش داشته است، می‌توان به آتلانتیک و دوک آهنی اشاره کرد.

## نگارخانه

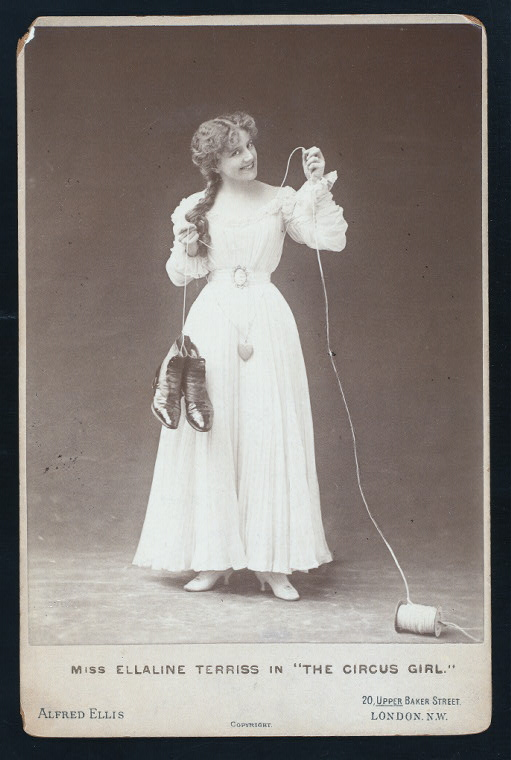
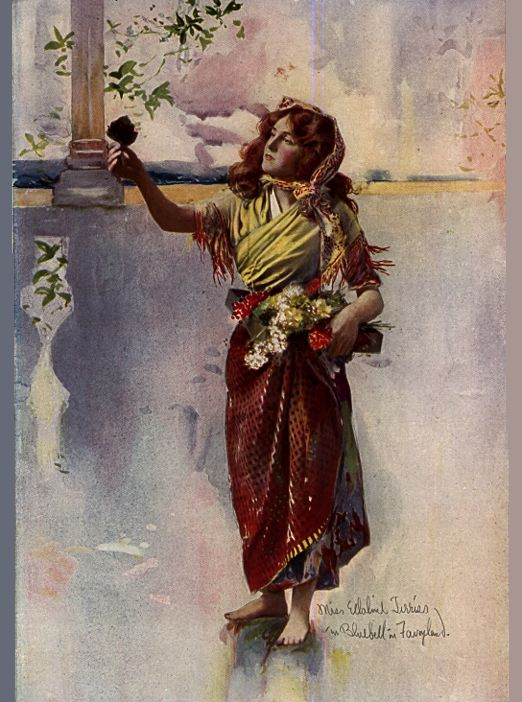
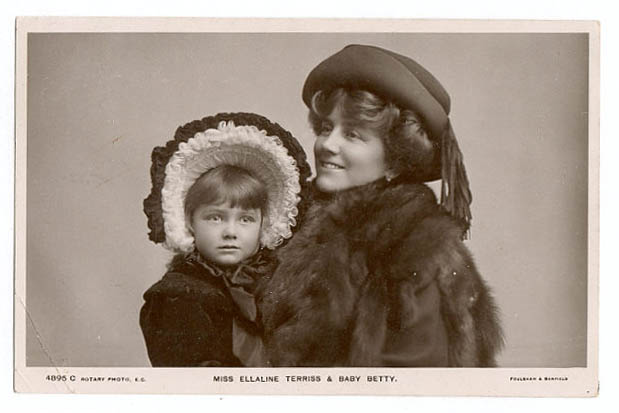
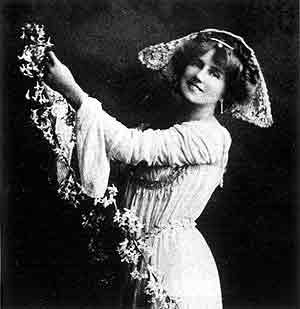